# 文德楼
文德楼位于中国广东省广州市越秀区文德东路文德里1号、3号、2号，由五幢三层高的楼房组成，是广州市的历史建筑。第一次世界大战后，大批华侨回国新建私宅，文德楼便在此时期新建。
1925年，中共广东区委租赁文德楼的部分单位供工作人员居住，此时期较为知名的住客有：住于3号二楼的周恩来、邓颖超夫妇以及住于1号二楼的李富春、蔡畅夫妇，另有李之龙住于对面的4号二楼。1926年中山舰事件爆发，李之龙在住所被捕，周恩来等人迁出文德楼。
1999年7月，广州市人民政府公布文德楼为第五批广州市文物保护单位，类型为近现代重要史迹及代表性建筑。2024年3月5日，文德楼周恩来夫妇旧居对外开放。